# Linnaemya hirtipennis
Linnaemya hirtipennis là một loài ruồi trong họ Tachinidae.